# 김흥근
김흥근(金興根, 1796년 ~ 1870년)은 조선 후기의 문신이다. 본관은 안동(安東). 자는 기경(起卿), 호는 유관(游觀)이다. 이조참판 김명순의 셋째 아들이며 좌의정 김홍근의 동생이다. 예조판서, 경상도관찰사, 좌의정 등을 지내고 영의정이 되었다. 시호는 충문(忠文).

## 생애
1825년(순조 25) 성균관 공자묘 앞에서 주관하는 과거 시험인 알성문과에 응시하여 병과로 급제하였다. 그 뒤 검열(檢閱)이 되고, 여러 벼슬을 거쳐 당상관으로 승진했다. 이후 이조참의, 검교대교를 지냈고 전라도관찰사를 거쳐 전교관이 되고, 이어 이조참판이 되었다. 이후 홍문관부제학을 거쳐서 평안도관찰사로 있다가 대사헌을 거쳐 한성부판윤이 되고, 공조판서, 형조판서, 예조판서, 호조판서, 병조판서를 여러번 지냈고 이후 다시 한성부판윤, 호조판서, 이조판서, 의정부좌참찬을 지냈다. 헌종 즉위 후 35년 예조판서를 거쳐 경상도관찰사로 부임하였다. 그러나 가문의 세도를 배경으로 방자한 행동을 여러번 하였다가, 양사의 탄핵을 받고 전라도 광양(光陽)으로 유배되기도 하였다.
철종 즉위후, 1851년 풀려났으며 다시 의정부좌의정이 되고, 1852년 영의정에 올랐다.
그의 별장을 탐냈던 흥선군이 대원군이 된 후, 별장을 내줄 것을 요청하였으나 거절하자, 흥선대원군은 아들 고종을 데리고 그의 별장에서 하룻밤을 묵어갔다고 한다. 임금이 머문 곳을 사저로 쓸 수 없다는 사회통념 때문에 김흥근은 별장을 흥선대원군에게 헌납하였다. 김흥근의 별장을 반강제로 압수한 흥선대원군은 별장이름을 석파정이라 바꾸고 자신의 별장으로 사용하였다.
그는 철종이 병석에서 사경을 헤매자, 차라리 흥선군을 왕으로 추대하자는 제안을 하기도 했다. 그러나 그의 일가 친족들은 말도 안된다며 묵살해버렸다. 김좌근의 집에서 때로 구걸하기도 했던 흥선군을 어떤 의도로 추대했는지 목적은 불확실하다.

## 묘소
김흥근 선생 묘는 경기도 포천시 일동면 기산리 산46-9번지에 있다. 1986년 4월 9일 포천시의 향토유적 제29호로 지정되었다.

## 가족 관계
- 5대조부 : 영의정 충헌공(忠獻公) 김창집(金昌集)
  - 고조부 : 승지 증 의정부좌찬성 충민공 김제겸(金濟謙)
    - 증조부 : 김달행(金達行)
      - 할아버지 : 김이경(金履慶)
        - 아버지 : 이조참판 김명순(金明淳)
          - 형님 : 형조판서 김응근(金鷹根)
          - 형님 : 영의정 김홍근(金弘根)
            - 아들: 김병덕(金炳德)
              - 손자 : 김조균(金祚均) - 생부 : 김병룡(金炳龍)

      - 종조부 : 김이기(金履基)
      - 종조부 : 서흥부사(瑞興府使) 김이중(金履中)
        - 당숙 : 영돈령부사 영안부원군 증영의정 김조순(金祖淳)
          - 재종형제 : 돈령부판사(敦寧府判事) 김유근(金逌根)
          - 재종형제 : 증이조판서(贈吏曹判書) 김원근(金元根)
          - 재종형제 : 돈령부영사(敦寧府領事) 김좌근(金左根)

## 고종 즉위 반대 이유
김좌근과 김흥근은 철종이 병석에 눕자 만나서 비밀리에 숙의했다.
김좌근과 김흥근이 내린 결론은 "만일 흥선군이 대원군이라는 위치를 믿고 국정에 간섭해서 그 위세로 나라의 법을 변경하면 이 일을 감히 누가 막을 자가 있겠소? 그리 되면 나라는 불안한 상황 속에서 종묘사직에 위험이 미칠 것이다."라는 것이다. 윤효정은 흥선대원군의 섭정을 놓고, 그들의 예상대로 됐다고 보았다.
윤효정은 이를 두고 김좌근과 김흥근 두 정승의 통찰력과 먼 훗날을 염려하는 마음이라 평했다. 그러나 흥선대원군은 둘의 만남을 전해듣고 앙심을 품게 된다.